# Castillo de Núremberg

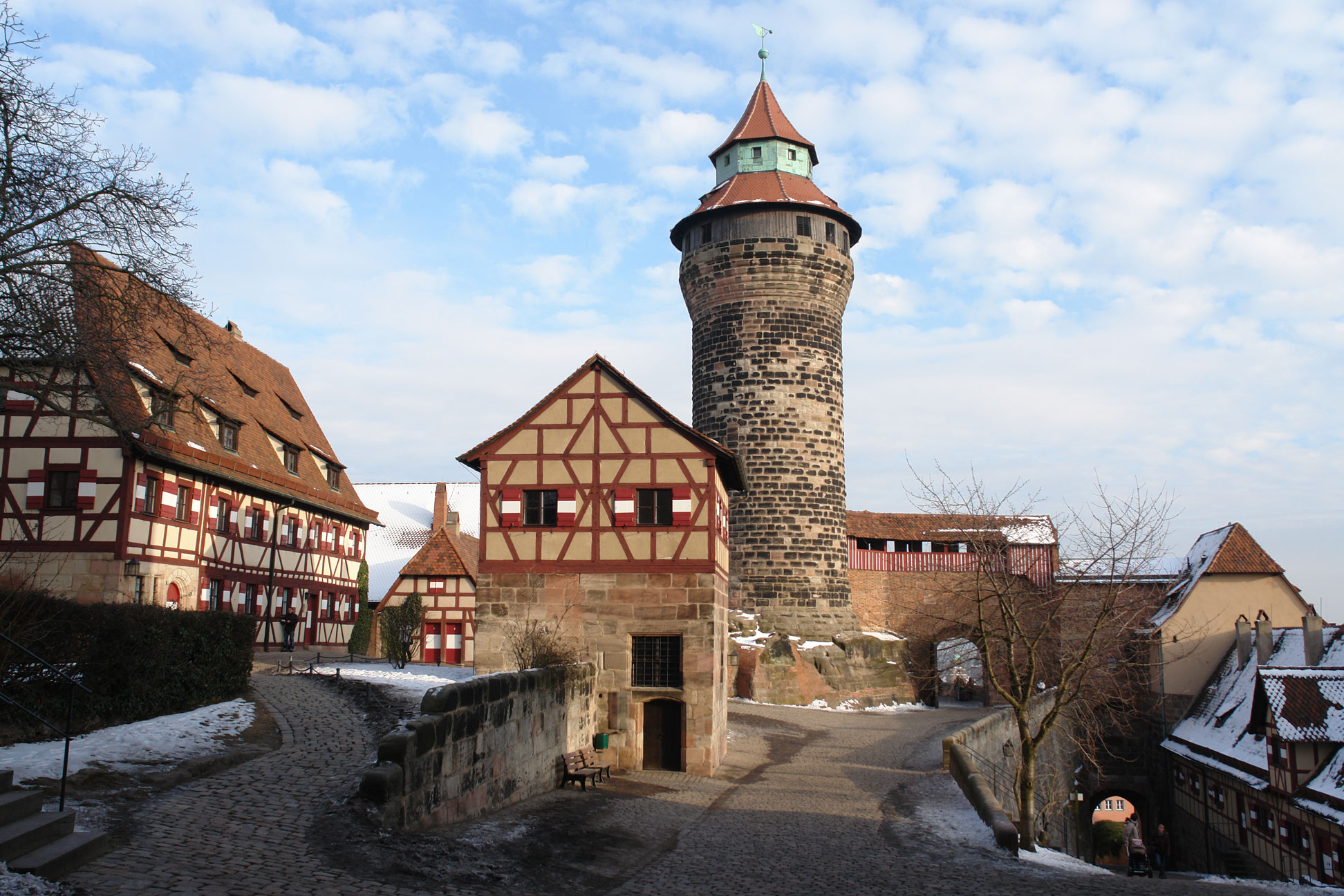
Tiefer Brunnen (pozo profundo, pequeño edificio con techo a dos aguas en el centro) y Sinwellturm (torre del pecado).

El Castillo de Núremberg (en alemán: Nürnberger Burg) es una construcción histórica en una roca arenisca en el norte de la histórica ciudad de Núremberg, Baviera, Alemania. Comprende tres secciones: el castillo imperial (Kaiserburg), algunas construcciones de los Burgraves de Núremberg ("Burggrafenburg") y las edificaciones municipales de la Ciudad Imperial en la parte oriental ("Reichsstädtische Bauten"). El castillo, conjuntamente con las murallas de la ciudad de Núremberg, destaca por ser uno de los sistemas militares medievales más considerables de Europa.

## Historia
Investigaciones arqueológicas durante años recientes indican que ya existían asentamientos humanos en el lugar en torno del año 1000, aunque esto no ha sido respaldado por ninguna prueba documental. Núremberg está registrada por primera vez en 1050, cuando Enrique III visitó la ciudad, pero no existe una mención específica del castillo. El castillo no aparece en ningún documento hasta 1105.
En 1140, el rey Conrado III empezó la construcción de un segundo castillo en el lugar, para ser utilizado como residencia real.
En el siglo XIII, Núremberg se convirtió en Ciudad Libre Imperial, y el castillo cayó bajo el control de la ciudad. De todas las partes del castillo construidas en este tiempo solo se destaca la Torre Luginsland (Torre de "vigilancia sobre el territorio"), comenzada en 1377.
La leyenda cuenta que en 1372, el barón y ladrón Eppelein von Gailingen escapó de la muerte en la horca cuando su caballo saltó al foso del castillo. Se dice que en este lugar determinado aún pueden verse las impresiones de los cascos del caballo sobre los muros de la fortificación.
En el segundo cuarto del siglo XIX, se tomaron medidas para la conservación de las construcciones, en particular por Carl Alexander Heideloff, August von Voit y August Essenwein.
En la Segunda Guerra Mundial, el castillo fue dañado entre 1944-45, en donde solo la doble capilla románica y la Torre Sinwellturm permanecieron enteramente intactas. Después de la guerra, el castillo fue restaurado bajo la dirección de Rudolf Esterer y Julius Lincke a su forma histórica, incluyendo la Torre Luginsland que había sido totalmente destruida. Los añadidos del siglo XIX habían sido parcialmente eliminados en 1934/35.

En la actualidad, los construcciones orientales municipales del castillo (Kaiserstallung y Luginsland) son utilizados como albergue juvenil.

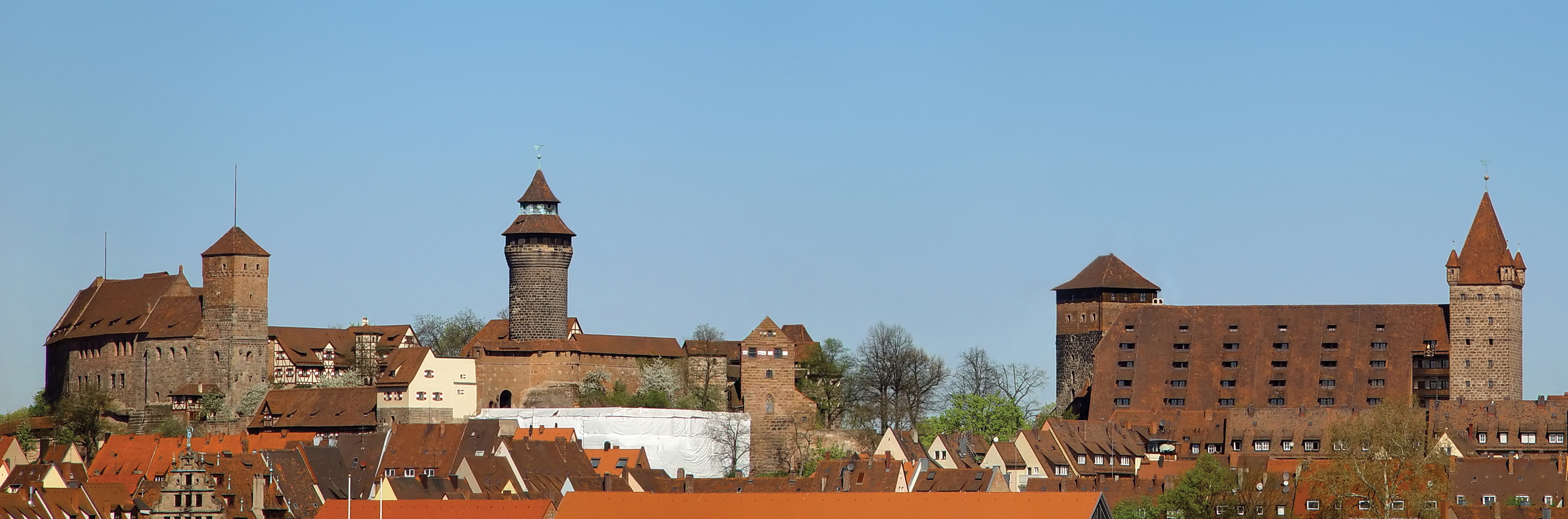
Castillo de Núremberg - Torre Sinwellturm (del pecado) en la mitad izquierda, y Torre Luginsland en el extremo derecho de la imagen.